# Las Palmas, Mapastepec
Las Palmas är en ort i Mexiko.   Den ligger i kommunen Mapastepec och delstaten Chiapas, i den sydöstra delen av landet, 800 km sydost om huvudstaden Mexico City. Las Palmas ligger 1 418 meter över havet och antalet invånare är 461.
Terrängen runt Las Palmas är bergig åt sydost, men åt nordväst är den kuperad. Runt Las Palmas är det ganska glesbefolkat, med 27 invånare per kvadratkilometer. Närmaste större samhälle är Mapastepec, 18,8 km sydväst om Las Palmas. I omgivningarna runt Las Palmas växer i huvudsak städsegrön lövskog.